# Алан Мълъри
Алан Патрик Мълъри (на английски: Alan Patrick Mullery, роден на 23 ноември 1941 г. в Лондон, е бивш английски футболист и треньор, играл на поста полузащитник. Член на Ордена на Британската империя и член на Английската футболна зала на славата, футболист на годината в Англия за сезон 1974/1975. След като се отказва от треньорската си дейност работи като футболен коментатор по телевизията. Известен е и като първият футболист в историята на националния отбор на Англия, изгонен в официален мач – на полуфинала на Евро 1968 срещу Югославия (0:1).

## Клубна кариера
Мълъри дебютира за мъжкия отбор на Фулъм през 1958 г., а година по-късно слага капитанската лента след контузия на Джони Хейнс. Първият му мач като капитан обаче е помрачен от отбелязания от него автогол. През март 1964 г. преминава в Тотнъм за 72500 британски лири и бързо се превръща във водеща фигура на тима, а след напускането на Дейв Маккай през 1968 г. става капитан на отбора. През 1967 г. Тотнъм печели ФА Къп след 2:1 срещу Челси, като първият гол пада след добавка на Джими Робъртсън след блокиран изстрел на Малъри. Първият си трофей като капитан Мълъри вдига през 1971 г., когато Тотнъм печели Купата на лигата след 2:0 над Астън Вила. Най-големият му успех на клубно ниво обаче идва година по-късно, когато Тотнъм печели Купата на УЕФА след победа с общ резултат 3:2 над Улвърхамптън, а Мълъри отбелязва гола за равенството 1:1 на реванша. Същата година той се завръща във втородивизионния по това време Фулъм. Негов гол от воле (видео) в мач от ФА Къп през 1974 г. е избран за гол на сезона от BBC. През 1975 г. Фулъм – все още във втора дивизия – стига единствения в историята си финал за ФА Къп с Мълъри и Боби Мур в състава, но губи от Уест Хем с 2:0. След като прекратява кариерата си в Англия през 1976 г. играе за кратко в южноафриканския Дърбан Сити.

## Кариера в националния отбор
За националния отбор дебютира на 9 декември 1964 г. в контролата срещу Холандия (1:1). Включването му в състава обаче е само експеримент от страна на треньора Алф Рамзи и Мълъри записва втори мач с националната фланелка чак две години и половина по-късно. След това успява да се пребори с конкурента за своя пост Ноби Стайлс и е титуляр в оставащите мачове от квалификациите за Евро 1968, както и на самото първенство, където е изгонен на полуфинала с Югославия и не взима участие в мача за третото място срещу СССР. Мълъри продължава да бъде един от основните играчи в състава до Световното първенство през 1970 г. в Мексико, където записва четири мача и първия си и единствен гол за националния отбор, отбелязан на четвъртфинала срещу Германия при загубата с 3:2. Мълъри е капитан на отбора в първия мач от квалификациите за Евро 1972 срещу Малта, но по средата на квалификациите, на 13 октомври 1971 г., срещу Швейцария изиграва последния си мач за националния отбор.

## Треньорска кариера
През 1976 г. Мълъри наследява Питър Тейлър начело на третодивизионния Брайтън & Хоув Албиън. След две втори места в Трета и Втора английска дивизия съответно през 1977 и 1979 г., той успява да изведе отбора до Първа английска дивизия за първи път в историята. След слаб старт в елита, Брайтън & Хоув завършва на 16-о място, на шест точки над зоната на изпадащите. Следващия сезон тимът успява да се спаси от изпадане със силни игри в края на сезона и завършва 19-и, точно над изпазащите. Мълъри обаче подава оставка след спор с шефовете на отбора. През 1981 г. Мълъри и Майк Бейли от втородивизионния Чарлтън разменят местата си. За един сезон в отбора той обаче не постига нищо значимо. През 1982 г. поема Кристъл Палас, което е посрещнато на нож от феновете на отбора и води до бойкот на някои от тях. Причината е поведението на Мълъри като треньор на Брайтън & Хоув след второто преиграване на мача за ФА Къп между двата отбора в края на 1977 г. Кристъл Палас печели с 1:0 след като съдията отменя гол на Брайтън заради нарушение в атака, въпреки че впоследствие защитникът на Кристъл Палас признава, че той е извършил нарушение. 12 минути преди края играч на Брайтън трябва да изпълни отново вече вкараната дузпа, въпреки че преди да бъде изпълнена в наказателното поле навлизат само играчи на противника, като този път пропуска. След мача Мълъри ядосан спори с рефера, а напускайки терена фен на Кристъл Палас го залива с горещо кафе, след което треньорът хвърля на земята дребни монети с думите „Толкова струвате, Кристъл Палас!“ и отправя обидни жестове, за което е глобен със 100 лири. След почти 100 мача начело на Кристъл Палас, Мълъри поема Куинс Парк Рейнджърс. За първи път води отбор в евротурнирите – КПР печели срещу Рейкявик с общ резултат 7:0 в първия кръг на Купата на УЕФА, но във втория отпада от Партизан след победа с 6:2 в първия мач и загуба с 4:0 на реванша – едва вторият от общо три случая, когато отбор успява да заличи пасив от четири гола в евротурнирите. След уволнението си в края на годината, Мълъри заявява, че играчите на КПР, недоволни от напускането на Тери Венейбълс, са „убили любовта му към футбола с тяхното непрестанно хленчене, мърморене и презрение към него, себе си и професията“. След година и половина извън спорта той отново застава начело на Брайтън & Хоув Албиън, но е уволнен седем месеца по-късно. Между 1990 и 1993 г. е треньор на малайзийския Армд Форсис, през 1996 застава за кратко начело на Барнет, а по-късно – отново за кратко – на аматьорския Саутуик в долните нива на аглийския футбол.

## Успехи
Като футболист
 Тотнъм
- ФА Къп:
  - Носител (1): 1967
- Купа на лигата:
  - Носител (1): 1971
- Чарити Шийлд:
  - Носител (1): 1967
- Купа на УЕФА:
  - Носител (1): 1972

 Фулъм
- ФА Къп:
  - Финалист (1): 1975

 Англия
- Европейско първенство по футбол:
  - Бронзов медал (1): 1968

Като треньор
 Брайтън & Хоув Албиън
- Втора английска дивизия:
  - Вицешампион (1): 1979
- Трета английска дивизия:
  - Вицешампион (1): 1977

Индивидуални награди
- Член на Ордена на Британската империя: 1975
- Футболист на годината в Англия: сезон 1974/1975
- Гол на годината: 1974